# Magnolia macrophylla
Espèce
Statut de conservation UICN

 LC  : Préoccupation mineure

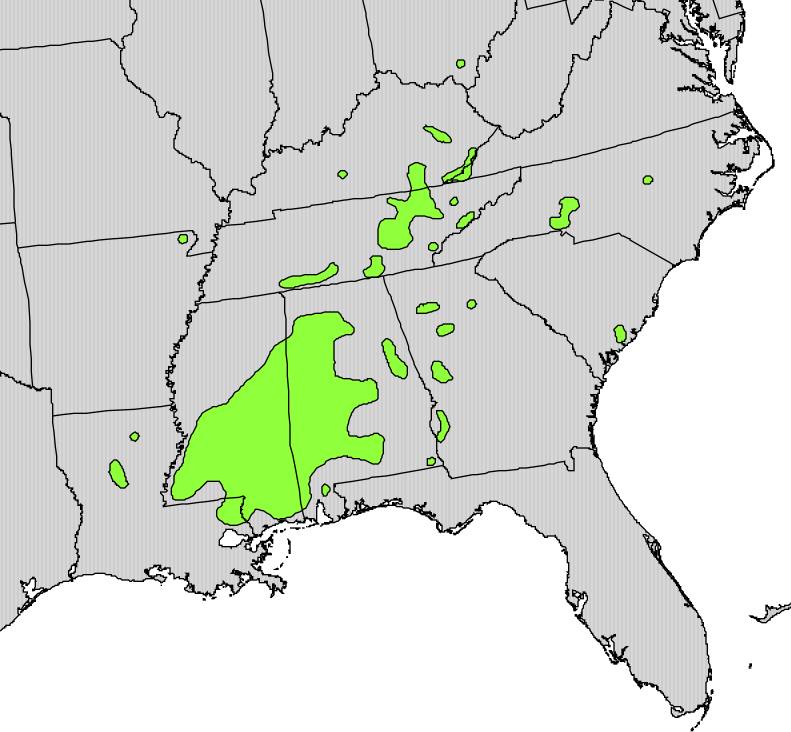
Répartition.

Magnolia macrophylla, ou magnolia à grandes feuilles, est une espèce de la famille des Magnoliaceae. C'est un arbre qui a été découvert aux États-Unis par le botaniste André Michaux en 1789 à Stanley (Caroline du Nord). Il l'a décrit comme une nouvelle espèce dans sa flore en 1803. Cette espèce est trouvée aux États-Unis.

## Description
Les feuilles de cet arbre peuvent dépasser les 1 m de longueur et 50 cm de largeur. 

## Répartition et habitat
L'espèce est trouvée aux États-Unis.

## Liste des sous-espèces et variétés
Selon World Checklist of Selected Plant Families (WCSP) (30 décembre 2013) :
- Magnolia macrophylla Michx. (1803)
  - variété Magnolia macrophylla var. ashei (Weath.) D.L.Johnson (1989)
  - variété Magnolia macrophylla var. dealbata (Zucc.) D.L.Johnson (1989)
  - variété Magnolia macrophylla var. macrophylla

Selon NCBI (30 décembre 2013) :
- sous-espèce Magnolia macrophylla subsp. macrophylla
- variété Magnolia macrophylla var. macrophylla

Selon The Plant List (30 décembre 2013) :
- variété Magnolia macrophylla var. ashei (Weath.) D.L.Johnson
- variété Magnolia macrophylla var. dealbata (Zucc.) D.L.Johnson

Selon Tropicos (30 décembre 2013) (Attention liste brute contenant possiblement des synonymes) :
- sous-espèce Magnolia macrophylla subsp. ashei (Weath.) Spongberg
- variété Magnolia macrophylla var. dealbata (Zucc.) D.L. Johnson
- variété Magnolia macrophylla var. macrophylla
- variété Magnolia macrophylla var. pyramidata Nutt.